# SG (tabaco)

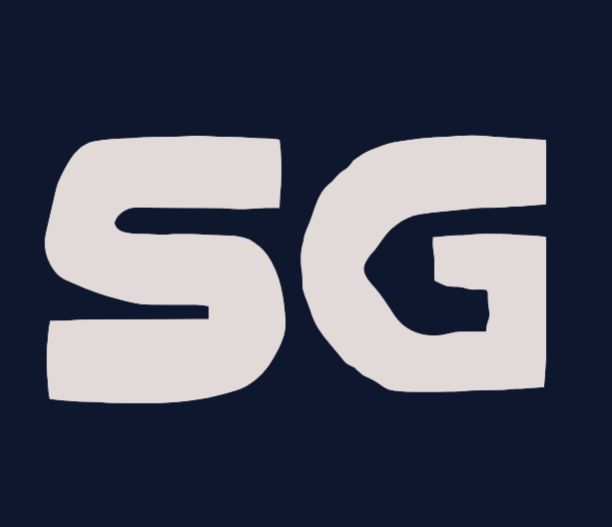
Logotipo.

SG é uma marca de cigarros portugueses, produzida e comercializada pela Tabaqueira, criada em 1958 e pertencente ao grupo Altria, anteriormente chamado Philip Morris International, desde 1997.
O nome tem origem nas iniciais da empresa que inicialmente produziu os cigarros, a Sociedade Geral - SG. A Sociedade Geral desenvolvia a sua actividade em vários ramos da economia, entre eles a navegação; no navios da companhia as letras SG eram pintadas na chaminé.